# Denis Kitchen
Denis Kitchen (né le 27 août 1946 au Wisconsin) est un auteur de bande dessinée underground américain créateur de la maison d'édition Kitchen Sink Press (1970-1999) ainsi que de l'association caritative défendant la liberté d'expression des auteurs américains de bande dessinée Comic Book Legal Defense Fund.

## Biographie
En 1973, il s'associe avec Stan Lee pour éditer un magazine de bande dessinée réalisé par des artistes underground et intitulé Comix Book.

## Prix et récompenses
- 1988 : Prix Harvey du meilleur projet de réédition pour son travail sur Le Spirit de Will Eisner
- 2009 : Prix humanitaire Bob Clampett
- 2010 : Prix Eisner du meilleur livre consacré à la bande dessinée et prix Harvey de la meilleure œuvre biographique pour The Art of Harvey Kurtzman: The Mad Genius of Comics (avec Paul Buhle)
- 2015 :
  - Temple de la renommée Will Eisner
  - Prix humanitaire Dick Giordano